# Poreč Trophy 2012
Il Poreč Trophy 2012, ventottesima edizione della corsa, valida come evento dell'UCI Europe Tour 2012 categoria 1.2, si svolse l'11 marzo 2012 su un percorso totale di circa 146 km. Fu vinto dallo sloveno Matej Mugerli, che terminò la gara in 3h32'21" alla media di 41,25 km/h.
All'arrivo 40 ciclisti portarono a termine il percorso.

## Ordine d'arrivo (Top 10)
| Pos. | Corridore        | Squadra      | Tempo    |
| ---- | ---------------- | ------------ | -------- |
| 1    | Matej Mugerli    | Adria Mobil  | 3h32'21" |
| 2    | Matej Gnezda     | Adria Mobil  | s.t.     |
| 3    | Luka Mezgec      | Sava         | s.t.     |
| 4    | Angelo Ciccone   | Italia       | s.t.     |
| 5    | Håvard Blikra    | Oster Hus    | s.t.     |
| 6    | Volodymyr Bileka | Konya-Torku  | s.t.     |
| 7    | Blaž Furdi       | Tirol Team   | s.t.     |
| 8    | Andi Bajc        | Salcano      | s.t.     |
| 9    | Błażej Janiaczyk | Bank BGŻ     | s.t.     |
| 10   | Riccardo Zoidl   | RC ARBÖ-Wels | s.t.     |